# Scott Kevorken
Scott Michael Kevorken (* 16. Februar 1991 in Tarzana) ist ein US-amerikanischer Volleyballspieler.

## Karriere
Kevorken begann seine Karriere an der West Lake High School. Von 2007 bis 2009 spielte er auch im Verein Pacific Palisades. Mit den US-Nationalmannschaften der Jugend und Junioren gewann der Mittelblocker 2008 und 2010 die NORCECA-Meisterschaft. 2010 begann er sein Studium an der UC Irvine. 2011 erreichte er mit den Junioren der USA den vierten Platz bei der Weltmeisterschaft in Brasilien. Mit der Universitätsmannschaft wurde Kevorken 2012 und 2013 NCAA-Meister. 2014 wurde er vom deutschen Bundesliga-Aufsteiger SVG Lüneburg verpflichtet. Mit den Norddeutschen erreichte er in der Saison 2014/15 das Finale im DVV-Pokal und das Playoff-Halbfinale; in beiden Fällen musste sich Lüneburg dem VfB Friedrichshafen geschlagen geben. In der folgenden Saison erreichte die SVG mit Kevorken im DVV-Pokal und in den Bundesliga-Playoffs jeweils das Halbfinale. 2017 wechselte Kevorken zum VfB Friedrichshafen und wurde 2018 Pokalsieger. Für die Saison 2018/19 unterschrieb er einen Vertrag beim französischen Meister Tours Volley-Ball. Aus persönlichen Gründen nahm er im August 2018 jedoch Abstand von dem Vertrag.
Kevorken wurde 2014 in die amerikanische Nationalmannschaft berufen und kam beim Pan-America-Cup 2014 zum Einsatz; die Mannschaft verlor im Finale gegen Kuba.